# Willis Ridge
Willis Ridge ist ein schmalgratiger Gebirgszug im westantarktischen Ellsworthland. Er erstreckt sich in ost-westlicher Ausrichtung zwischen dem Aster-Gletscher und dem Sowers-Gletscher auf der Ostseite des Mount Craddock in der Sentinel Range des Ellsworthgebirges.
Das Advisory Committee on Antarctic Names benannte ihn 2006 nach dem Geologen Michael J. Willis von der Ohio State University, der zwischen 1997 und 2006 unter anderem Studien am Siple Dome sowie dem Whillans-, dem Bindschadler- und dem MacAyeal-Eisstrom durchführte.